# Crysis
Crysis é um jogo eletrônico de tiro em primeira pessoa desenvolvido pela Crytek e lançado pela Electronic Arts em 2007. Foi um grande sucesso para a crítica e rendeu inúmeros prêmios e várias feiras e eventos de tecnologia. Na época de seu lançamento e nos anos seguintes, o jogo foi aclamado por ser um marco  em design gráfico (proporcionado por altos requisitos de hardware). Utiliza o motor de jogo CryEngine 2, desenvolvido também pela Crytek.  Posteriormente foi publicada a expansão Crysis Warhead (2008) que se caracteriza por ocorrer no mesmo lugar e momento que Crysis, mas pelo ponto de vista de outro personagem. Em 5 de maio de 2009 foi divulgada a edição de colecionador Crysis Maximum Edition, que inclui Crysis, Crysis Warhead e uma outra expansão multiplayer chamada Crysis Wars. Em 25 de março de 2011 foi publicada a sequência Crysis 2 para Microsoft Windows, PlayStation 3 e Xbox 360.

## História
Tanto em gráficos realistas, quanto em jogabilidade e efeitos físicos impressionantes, a inovação pode ser vista nas diversas demonstrações exibidas pelos desenvolvedores durante os últimos meses.
A história, apesar de não ser o ponto forte do jogo, não fica devendo em nada quando comparada com a de outros títulos similares, pois ela é simples: em 2020, arqueólogos americanos em uma ilha da Coreia do Norte acham algo interessante em suas escavações. Porém, o governo norte-coreano envia soldados imediatamente para o local e você, um soldado exemplar da Força Delta do exército dos Estados Unidos da América, é enviado para investigar o local.
Vale ressaltar alguns pontos interessantes, tais como: as armas são preparadas para serem modificadas de acordo com a necessidade do jogador, outras são capazes de destruir construções com apenas um disparo; a vestimenta utilizada pelo personagem, uma armadura com tecnologia de nano robôs, capaz de aumentar a força, velocidade, resistência de forma sobre-humana, e até tornar o personagem invisível; o ambiente de jogo é altamente destrutível, sendo possível danificar até mesmo a vegetação; e principalmente os inimigos, alienígenas terríveis e poderosos, e soldados treinados para suportar qualquer situação. Pode-se também conduzir veículos e disparar seus armamentos ao mesmo tempo, mesmo estando sozinho nos mesmos.

## Desenvolvimento
Motor de jogo
Crysis utiliza um novo motor, CryEngine 2, que é o sucessor do CryEngine do Far Cry. CryEngine é um dos primeiros motores que usa Direct3D 10 (DirectX 10), mas também pode funcionar utilizando DirectX 9, tanto no Windows XP, Vista e Windows 7.
A diferença principal é que no modo DirectX 10 oferece melhores gráficos que no modo DirectX 9.0c, às custas de uma maior exigência do nível de hardware.
Existe um patch não-oficial para fazer funcionar os melhores gráficos disponíveis no modo DirectX10 sobre DirectX 9.0c.
Roy Taylor, vice-presidente de Relações de Conteúdo da NVIDIA, já havia falado sobre a complexidade do motor, que Crysis tem mais de um milhão de linhas de código, 4 gigabytes de dados de textura, sombreamento e 85000 shaders.
Ademais, utiliza várias tecnologias gráficas como:
- Shader Model 2.0, 3.0 e 4.0+ (Para ver todos seus efeitos Shader Model 4.0).
- Iluminação HDR lineal e progressiva ver 2.0
- Profundidade de campo múltiplo.
- Sistema avançado de partículas.
- Efeitos climáticos e do tempo.
- Objetos totalmente interativos e com capacidade de destruí-los (Nvidia Physx).2

Durante vários anos tem sido referência de gráficos para a etapa da sétima geração de consoles, e poucos videojogos  que tenham superado a qualidade de imagem alcançada por Crysis.